# Jane Eyre (pel·lícula de 1934)
Jane Eyre és una pel·lícula de drama romàntic estatunidenca de 1934 dirigida per Christy Cabanne, protagonitzada per Virginia Bruce i Colin Clive. Està basada en la novel·la de 1847 Jane Eyre de Charlotte Brontë, i és la primera adaptació que utilitza el so.

## Argument
Una orfe victoriana s'assegura un lloc com a institutriu a Thornfield Hall. Allí s'enamora del seu patró.

## Repartiment
- Virginia Bruce com Jane Eyre
- Colin Clive com Edward Rochester
- Beryl Mercer com Mrs. Fairfax
- David Torrence com Mr. Brocklehurst
- Aileen Pringle com Lady Blanche Ingram
- Edith Fellows com Adele Rochester
- John Rogers com Sam Poole
- Jean Darling com Jane Eyre de nena
- Lionel Belmore com Lord Ingram
- Jameson Thomas com Charles Craig
- Ethel Griffies com Grace Poole
- Claire Du Brey com Bertha Rochester
- William Burress com ministre
- Joan Standing com Daisy
- Richard Quine com John Reed
- Desmond Roberts com Dr. John Rivers (sense acreditar)
- Olaf Hytten com joier (sense acreditar)
- Clarissa Selwynne com Mrs. Reed (sense acreditar)

## Producció
La producció va començar el 17 de maig de 1934 als General Service Studios .

## Recepció crítica
El crític Leonard Maltin va donar a la pel·lícula 2 estrelles (de quatre), descrivint-la com una "versió fina de la novel·la de Bronte produïda per Monogram, […] Tot i així, no és poc interessant com a curiositat".

## Banda sonora
- Adele Rochester canta el " Cor nupcial " de l' òpera Lohengrin, de Richard Wagner.
- Adele Rochester canta " My Bonnie Lies over the Ocean ".